# Alphonse Lemoine
 (janvier 2019).
Si vous disposez d'ouvrages ou d'articles de référence ou si vous connaissez des sites web de qualité traitant du thème abordé ici, merci de compléter l'article en donnant les références utiles à sa vérifiabilité et en les liant à la section « Notes et références ».
Pour les articles homonymes, voir Lemoine.
Alphonse Lemoine, né le 19 novembre 1933 à Saint-Nazaire et mort le 6 février 2024 dans la même ville, est un judoka français. Il a remporté quatre médailles européennes lors de sa carrière.

## Biographie
Professeur et maître, Alphonse Lemoine évolue au Judo Club Nazairien. Il est l'un des plus gradés de France, 8e dan, grade qu'il reçut en 2007. En 2013, il reçut la grande médaille d'or de la Fédération française de judo.
En 1953 et 1954, il remporte le championnat d'Anjou/Bretagne par équipe. En 1957, en toutes catégories, il est sacré champion et conservera son titre jusqu'en 1963. En 1954, il obtient la médaille d'or des forces françaises en Allemagne. De 1964 à 1967, il remporte la ligue Atlantique à chaque reprise en toutes catégories.
En 1960, à Amsterdam, il participe aux championnats d'Europe où il s'empare de la médaille d'argent dans la catégorie 2e dan. En 1961, lors de ces mêmes championnats à Milan, il est médaillé d'argent par équipe et quart de finaliste en toutes catégories. Lors de l'édition de 1964, à Berlin-Est, il gagne la médaille de bronze en toutes catégories. Aux championnats de 1965, à Madrid, il décroche à nouveau la médaille de bronze en plus de 93 kg. Blessé en 1966, il ne pourra participer aux championnats européens au Luxembourg.
Il participera à cinq rencontres internationales : France - Belgique (1959, victoire), France - Angleterre (1959, 1960), France - URSS (1964). Il est médaillé d'argent en 1960 à Prague contre les Anglais en individuel. Il reçoit la coupe des meilleurs combattants à Tours contre l'URSS.
Il fut deux fois vice-champion de France, 2e dan en 1960 et en moins de 93 kg en 1966 et deux fois troisième.
Maître Lemoine a reçu de multiples distinctions dont la croix de vermeil du mérite des ceintures noires (1975), la médaille d'excellence du grand conseil des ceintures noires (2017), la médaille d'or jeunesse et sport (1990) ou encore la palme d'or des professeurs (2002).
Alphonse Lemoine meurt le 6 février 2024 à Saint-Nazaire à l'âge de 90 ans,.